# 加蓬
加彭共和國（法語：République gabonaise），通稱加彭（Gabon），是位於非洲中西部的国家。其西面是几内亚湾、西北是赤道几内亚、北面是喀麦隆、东面和南面由刚果共和國包围。國土面积有近27万平方公里，人口有239.7万人。首都和最大城市是利伯维尔。

## 历史

### 古代历史
在和欧洲人接触之前，加彭的历史鲜为人知。14世纪，使用班图语的人开始移民至此。15世纪后期，葡萄牙探险家和从事贸易的人抵达。海岸线地区成为和荷兰，英格兰和法国贸易者从事奴隶贸易的中心。1839年和1841年，法国在海岸建立了保护地。

### 早期历史
从14世纪开始，班图人迁徙至此。第一个欧洲探访者为葡萄牙人。他们用葡萄牙语gabão命名这块区域，意为类似外衣袖子的科莫河河口。荷兰，英格兰和法国的贸易者于16世纪来到这里。

### 法国占领
1839年和1841年，法国建立了保护地。1910年，加彭成为法属赤道非洲的四块领土之一。1960年7月15日，法国给予加彭独立。1960年8月17日，加彭成为独立国家。

### 获得独立
1960年，加彭刚刚独立之时，有2个政党存在。不久，两党同意提名一个单一候选人。1968年3月，奧馬爾·邦戈宣布加彭的一党制的国家。通过解散原来的BDG，建立加蓬民主党。邦戈于1973年2月，1979年12月，1986年12月连续成为总统。
1990年，经济的不景气和自由化的愿望，引起了暴力罢工。1990年4月会议通过了政治改革。
2006年12月17日，加彭国民议会选举投票正式开始。加彭民主党获得120个席位中的81席，加彭人民联盟、加彭争取民主和发展联盟分别获得8席和4席。2007年1月25日，新政府产生，让·埃耶格·恩东仍出任总理一职。
2022年6月24日，加蓬加入英联邦。
2023年8月30日，加彭發生軍事政變政府被推翻。

## 地理
加彭位于赤道附近中部非洲的大西洋海岸，为赤道多雨气候，国土面积的85%为热带雨林所覆盖。它有3个截然不同的自然地理分区：沿海平原（范围在离海岸20到300公里之间），山区（利伯维尔东北方的Cristal山脉，中部的Chaillu Massif山脉，其最高处在lboundji山的顶峰，1575米）和东部的稀树草原。沿海平原构成了世界野生动物基金会的大西洋赤道森林带中生态区域的一大部分，还包含了多片位于中部非洲的红树林，其相当一部分分布在与赤道几内亚交界的穆尼河河口处。
加彭最大的河流是奥果韦河，长1200公里。加彭有3处喀斯特地貌区，几百个洞穴布满在白云石和石灰石上，如Lastoursvil le,Lebamba,Bongolo以及Kessipougou等。许多洞穴至今还没有被人探索过。一个国家地理探险队在2008年夏天调查了这些岩洞并把它们记录下来。
加彭同样以对保护自然环境所作出的努力而闻名。2002年，加彭总统奥马尔·班戈·奥迪巴指定其国土不低于11%的面积作为国家公园的一部分（总共有13个国家公园），是世界上最大的自然公园之一，使加彭成为了未来重点生态旅游目的地之一。

### 气候
南部属于热带草原气候，北部属于热带雨林气候，年降水量内陆为1500毫米以上，北部沿岸超过2500毫米。

### 资源
自然资源包括：石油、镁矿、铁矿、黄金矿、铀矿和森林资源。
此外，1972年法國物理學家弗朗西斯·佩兰在奧克洛地區發現天然核反应堆。這是目前世界上唯一已知的曾經自然發生自持的核連鎖反應的地方，共有16處。從大約20億年以前開始反應，斷斷續續反應了幾十萬年，在此期間平均輸出功率為100千瓦。

## 政治
加彭實行三權分立，總統是國家元首和武裝力量最高統帥，有權解散議會，任命總理，主持部長會議。
自从1960年8月17日脱离法国统治独立以来，加彭共和国共经历了3届总统的统治。在90年代早期，加彭提出了多政党制度和一部新民主宪法旨在主张选举过程更加透明化，并且对许多的政府机构进行了改革。低人口密度加上丰富的自然资源以及外国的个人投资帮助加彭成为区域内最繁荣的国家，其人类发展指数是撒哈拉以南非洲国家里最高的。
2006年12月17日，加彭共和国国民议会选举投票正式开始。加彭民主党获得120个席位中的81席，加彭人民联盟、加彭争取民主和发展联盟分别获得8席和4席。2007年1月25日，新政府产生，让·埃耶格·恩东仍出任总理一职。
2023年8月30日，加彭發生軍事政變，軟禁了總統阿里·邦戈·翁丁巴，結束了自1967年哈吉·奧馬爾·邦戈上台以來55年的家族統治。

## 行政区划
全國劃分為9個省：
- 河口省（Estuaire）
- 上奧果韋省（Haut-Ogooué）
- 中奧果韋省（Moyen-Ogooué）
- 恩古涅省（Ngounié）
- 尼揚加省（Nyanga）
- 奧果韋-伊溫多省（Ogooué-Ivindo）
- 奧果韋-洛洛省（Ogooué-Lolo）
- 濱海奧果韋省（Ogooué-Maritime）
- 沃勒-恩特姆省（Woleu-Ntem）

### 重要城镇
- 利伯维尔（Libreville）
- 让蒂尔港（Port-Gentil）
- 弗朗斯维尔（Franceville）
- 莫安达（Moanda）

## 人口

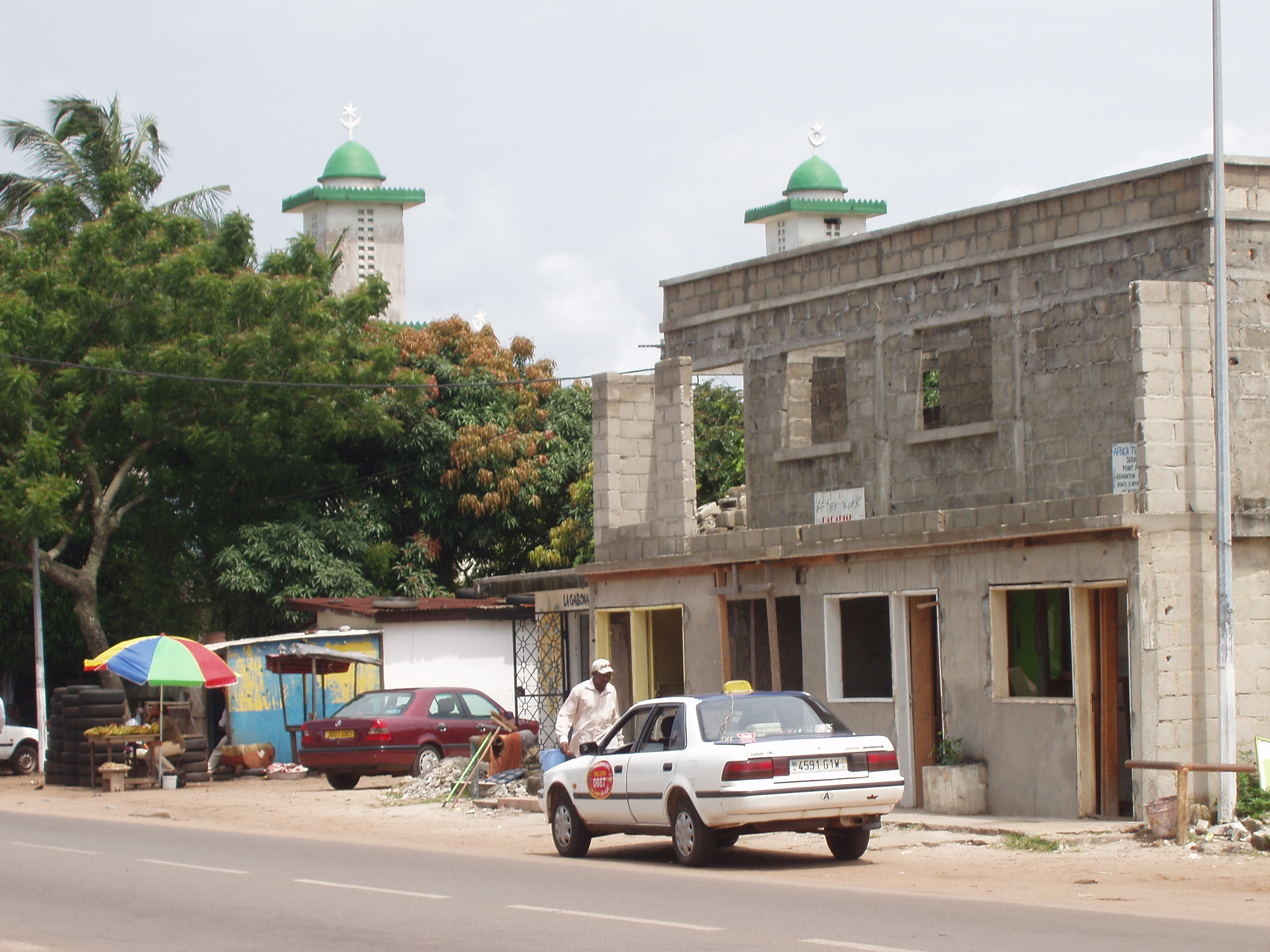
首都街頭

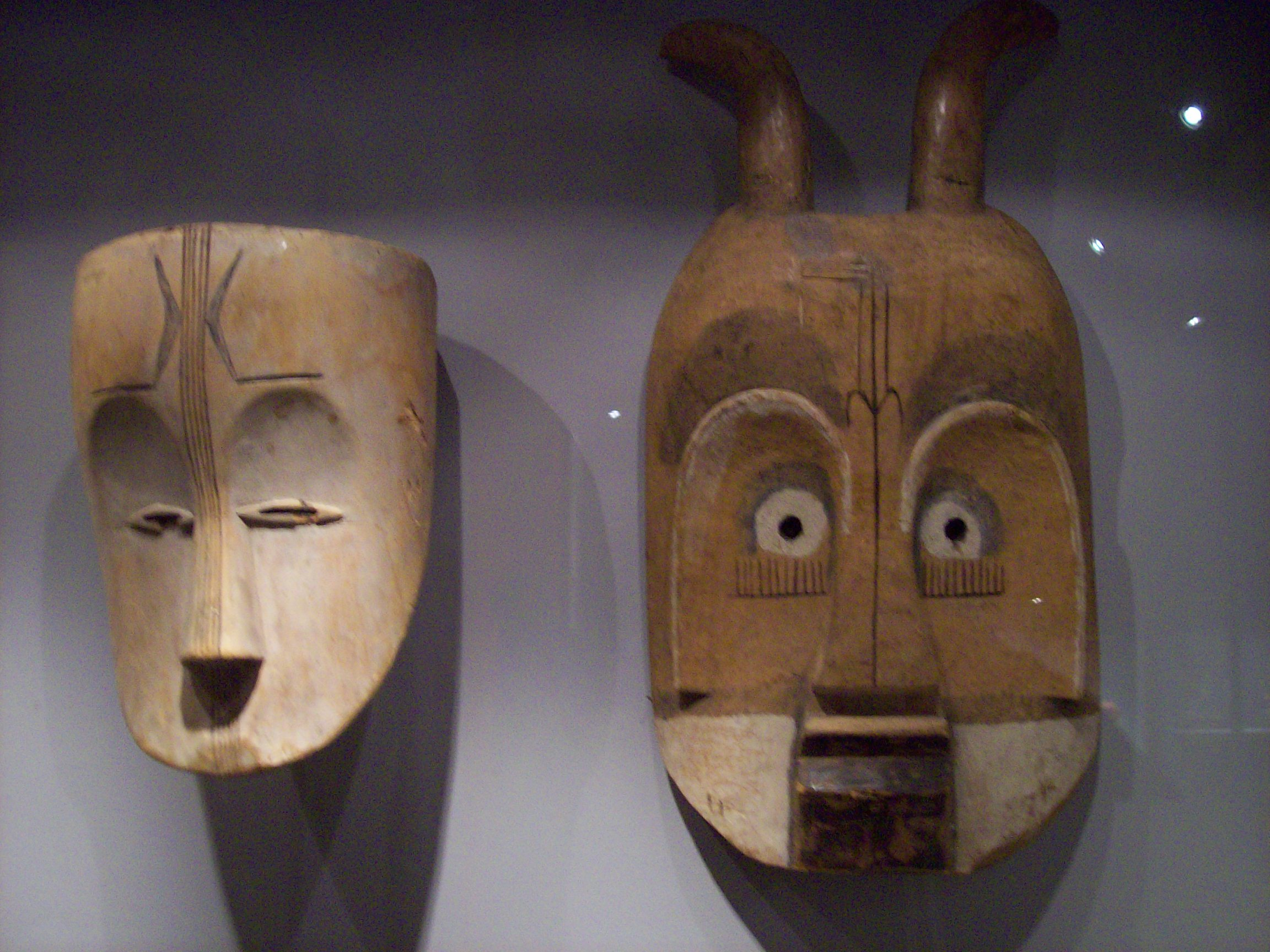
班圖人面具文物

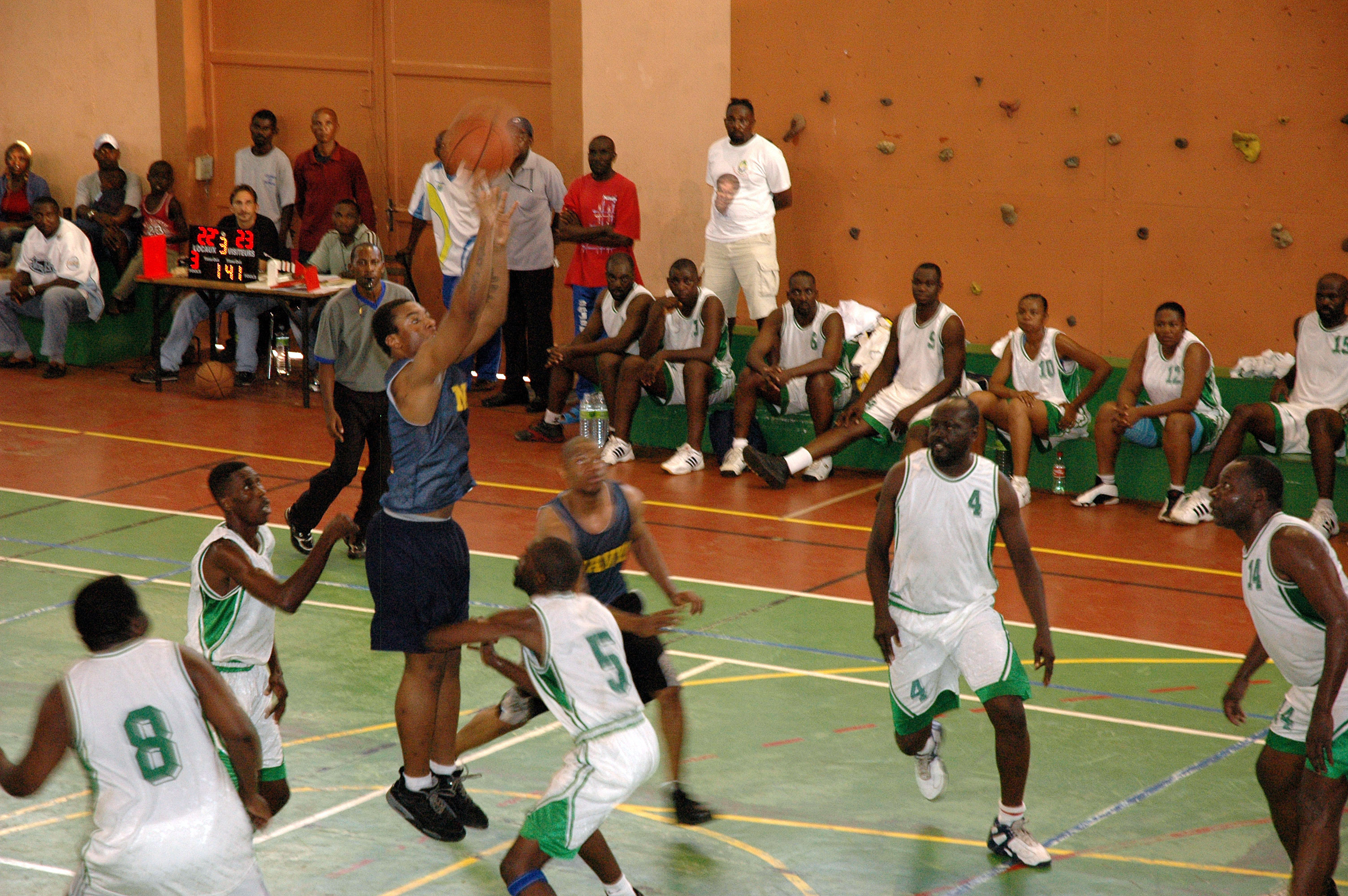
加蓬籃球隊

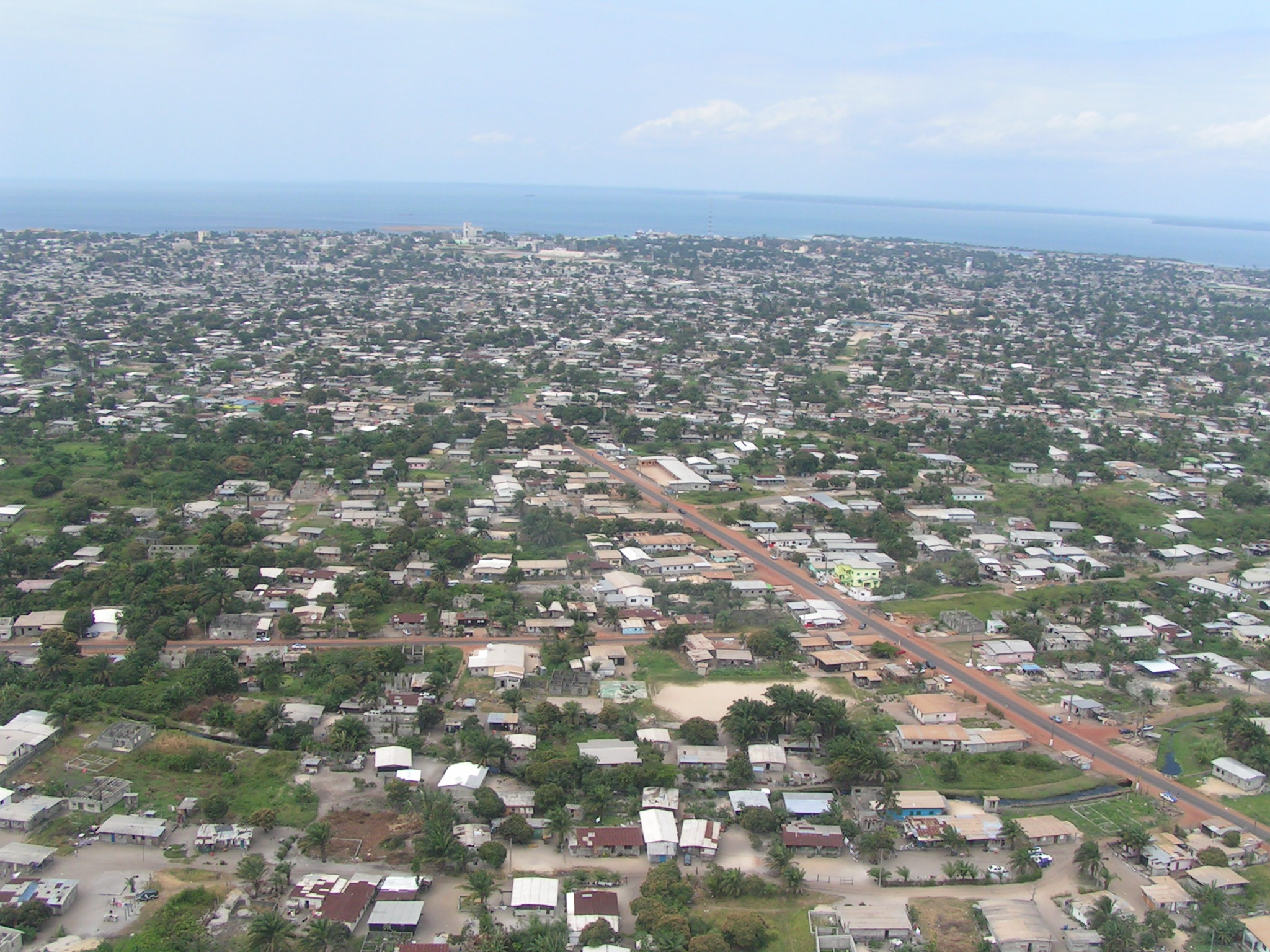
讓蒂爾港

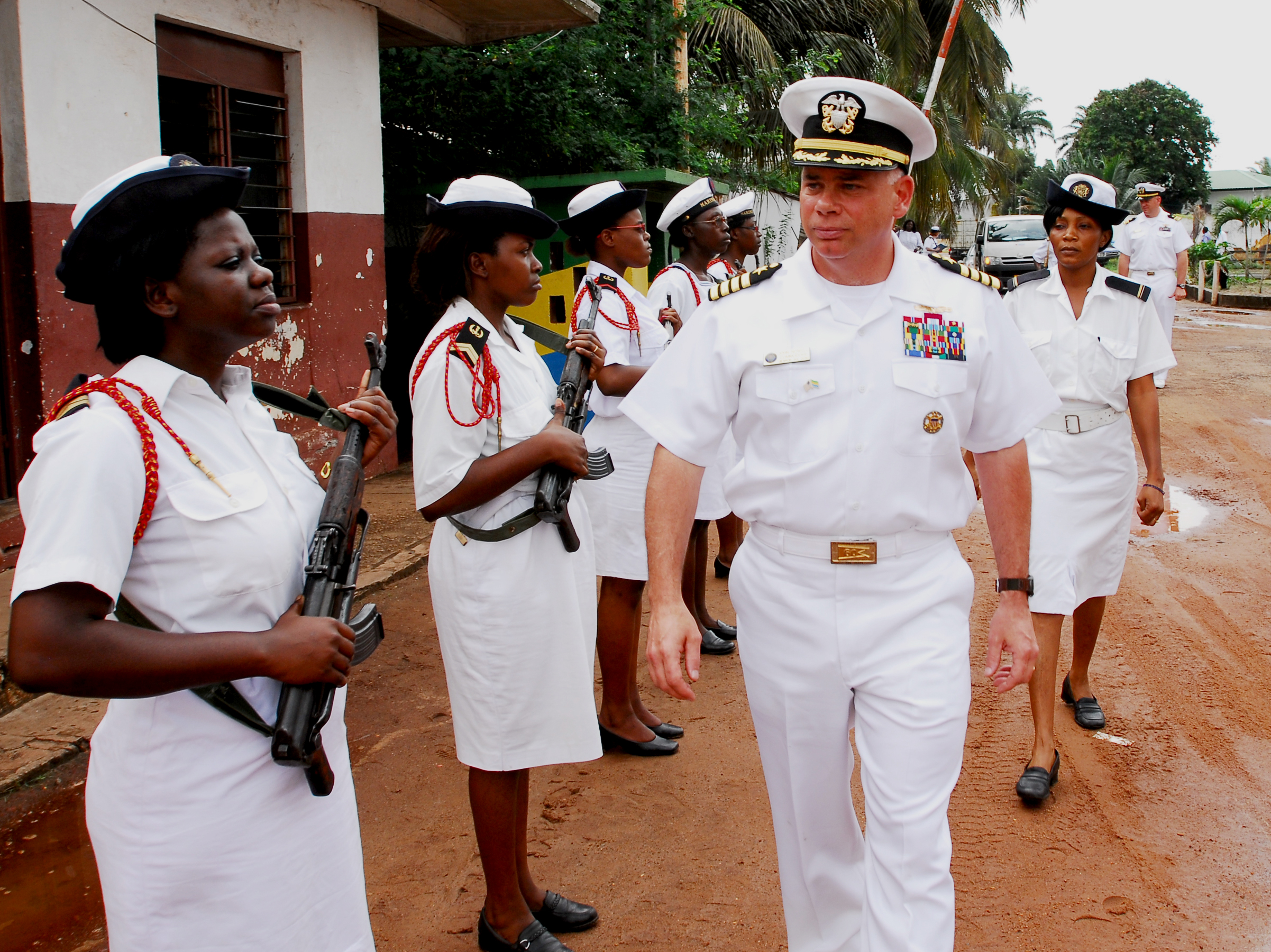
美國海軍訪問加蓬女兵隊

加蓬的人口有228万。几乎所有的加蓬人的祖先都是班图人，尽管加蓬至少有40个族群并且各自拥有自己独立的语言和文化。芳人通常被认为是最大的种族，但最近的人口普查数据更支持Bandjabi（也称为Nzebi）为最大种族。其他民族包括Myene、Bakota、Eshira、Bapounou以及Okande。在加蓬，族群与族群之间的边界不像其他非洲地区那样划分的那么明显。
他们的官方语言法语被认为可能是一股团结的力量。据估计该国80%的人口会说法语，三分之一的利伯维尔居民以法语为本族语。数量超过1万的法国人住在加蓬，法国的异域风情和商业文化对加蓬的影响是巨大的。历史和环境的因素导致加蓬的人口在1900年到1940年期间下降，它是非洲人口密度最低的国家之一，劳动力的短缺成为了发展的主要障碍，也使其需要外国工人的加入。许多居民是基督徒，这个比例估计大概在55%到77%之间，大部分是罗马天主教会的成员，其他的宗教团体包括泛神论者、穆斯林以及从事非洲本土宗教的一些人。加蓬的识字率为63.2%。

## 经济
石油收入约占政府预算的46%，占国内生产总值（GDP）的43%，占出口的81%。石油产量从1997年的较高点37万桶/日下降。一些估计表明，加蓬的石油将在2025年耗尽。正在开始规划石油之后的情况。Grondin油田于1971年在离岸40公里的50米水深处被发现，产自Maastrichtian时代的Batanga砂岩，形成一个深约2公里（1.2英里）的反层盐结构深坑。
由于跨加蓬铁路的 "超支"，1994年非洲金融共同体法郎的贬值，以及石油价格下降的时期都造成了该国债务问题。
出口的礦產資源有石油，鈾礦，磷酸鹽、黃金、重晶石、鎳、鉻、鋅等。農產品有木薯、芭蕉、玉米、山藥、芋頭、可可、咖啡、蔬菜、橡膠、棕櫚油等。
加蓬的经济比其周围的国家繁荣的多，他的人均国民收入是撒哈拉以南非洲平均水平的4倍。这很大程度上要归功于他的海上石油生产。批评家指出其国民收入并没有投资于现代化建设和发展经济多样化，而仍然过分依赖于自然资源发展本国经济。加蓬在1975年到1995年期间是石油输出国组织的正式成员。他是锰、铁和木材的出口国。因为遭遇全球市场的竞争，弗朗斯维尔附近的铀矿于2001年关闭，但现在准备重新开放生产的工作已经在进行中了。开采Makokou市东北方的富铁矿床的计划预计将在2012年开始。
在90年代非洲法郎的贬值使加蓬奋力偿还海外债务；法国和国际货币基金组织为其提供长期贷款和经济援助以换取对加蓬经济改革的执行权。加蓬的主要出口贸易伙伴是美国、中国和俄罗斯，而进口来源国主要是法国。
在2007年12月5日，摩根大通作为加蓬国债的合作承销簿记方发行了为期长达10年的10亿美元债券。加蓬是非洲工商业法规一体化组织的成员。

## 旅游
横跨赤道，这个热带雨林国家坐落于西非的大西洋海岸。动物种类很丰富-加蓬是非洲大陆人口第5少的国家，他陆地面积的85%被热带雨林所覆盖。然而，非洲大草原、红树林、环礁湖和海滩使其成为各种各样的动物和爬虫包括20000只西部低地大猩猩和60000头森林野象（非洲大陆数目第一）和700种奇异的鸟类的理想生活环境。
加蓬国家旅游政策（写在野生动物保护协会的咨询手册上）的目标是：每年接待10万名游客。

## 文化
与区域内知名的民主刚果和喀麦隆的音乐相比，了解加蓬音乐的人要相对少些。这个国家以他们大量的民族歌手而自豪，就像佩兴斯·达巴尼和安妮·弗洛尔·巴切莉，一个加蓬著名的歌手以及知名的现场表演艺术家。同样知名的还有吉他演奏者乔治·奥兹，拉·罗斯·巴多和西万·阿瓦拉以及歌手奥利维尔·戈马。由美国和英国传入的摇滚乐和希普霍普（由快板歌、涂墙艺术、霹雳舞等构成的亚文化）在加蓬同样流行，如伦巴、makossa和soukous。加蓬的民族乐器包括obala、ngombi、巴拉風和传统风格的鼓。
这个国家以前一直保持着口头文学的传统，直到21世纪以来文化教育（读写能力）在这个国家的渐渐普及，加蓬有着丰富的民间传说和神话故事。“善于讲故事的人”现在正在做保护传统文化的工作例如芳族人的mvett和Nzebis人的ingwala等。
加蓬在国际上也以他们的面具而闻名，像芳族的n'goltang和科塔族的relicary figures。每个社群都有自己的一套面具并用于不同的场合。他们主要用于像结婚、出生和葬礼这样的传统仪式中。传统主义者主要用当地稀少的木材和一些珍贵的材料来进行这类仪式。